# 三疊潭

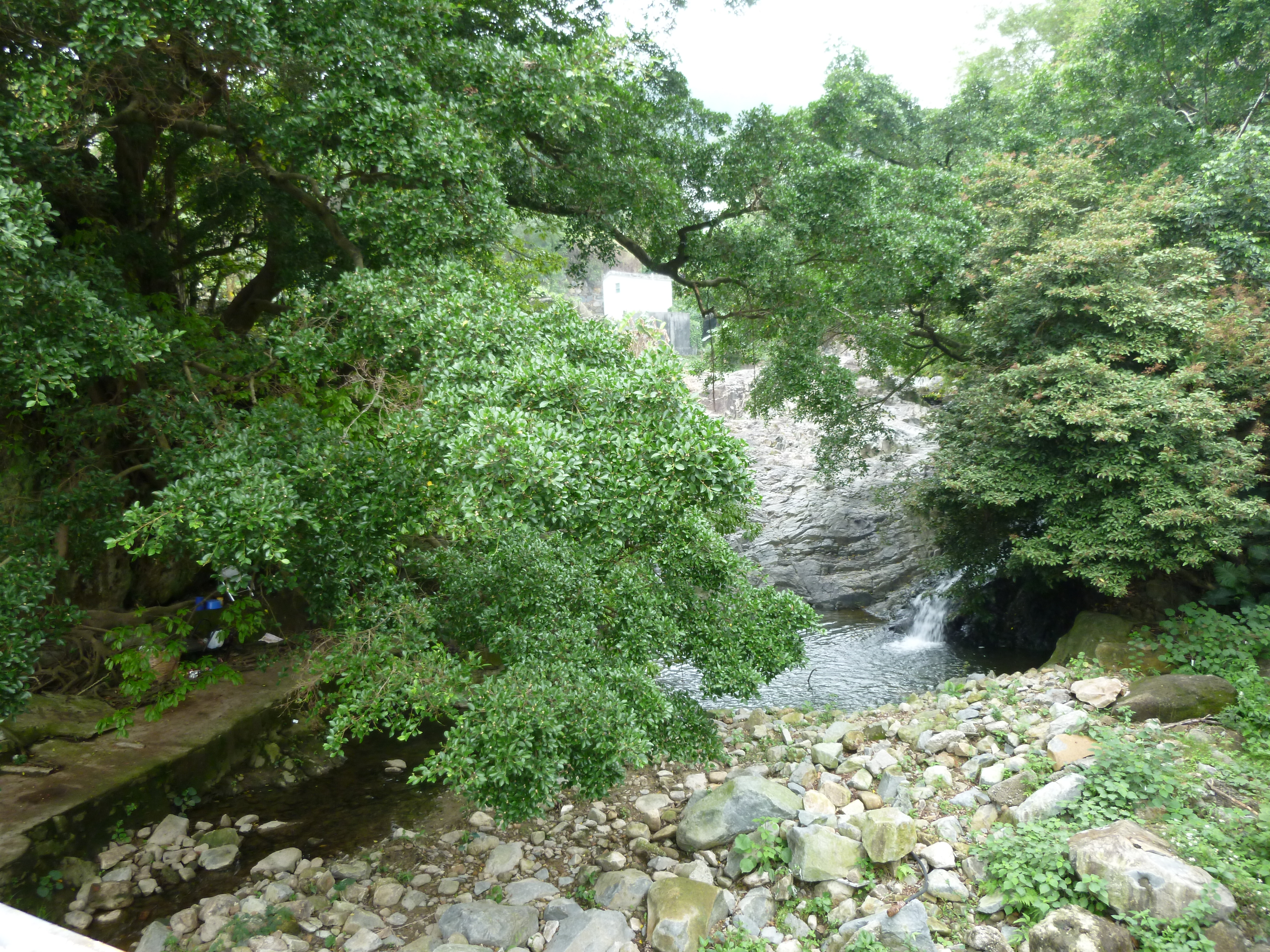
三疊潭

三叠潭（英語：Sam Dip Tam）是香港新界荃灣區千佛山麓的湖泊，也是所在山谷的地名，鄰近老圍，是香港的佛教和道教寺院廟宇集中地，也為郊遊及宗教勝地。
三疊潭水源原於大帽山東南方的大圓石澗，可分上、中、下游三部份。顧名思義該石澗分為三層湖泊的溪澗，因內有三個水潭而得名三疊潭，並附有小瀑布，樹木扶疏，掩映山澗，景色秀麗。三疊潭頗為寬闊，潭畔兩旁之間的山坡村莊，村民為方便來往，由上而下分別建有多條石橋橫跨石澗，最著名為中游處連接香海慈航廟宇的《雲連橋》，橋上張望，山巒青翠，一片寧靜祥和，景致相當優美。
在1950至80年代，三疊潭是香港著名的旅遊勝地，夏季暑熱時更是市區人士郊遊及嬉水的好地點，當中有兩個頗深可供跳水的水潭特別受歡迎。於雨季時該石澗水流量豐富，水流急速，因某位置水流陰深，故附近的巨石旁豎有水深量度尺，指引遊人不宜流連該處及嬉水。
三疊潭後來因慕名而至的遊人日漸增多，水質受污染，導致已不適合嬉水和游泳。其後加上因半山的引水道增建水壩，將所截流水引入城門水塘，令三疊潭好景不再。現今三疊潭中游仍留水量尺標示物和題字，舊式小橋伴著流水淙淙，澗旁村民炊煙裊裊，綠樹成蔭，景致如畫，再遊走千佛山一帶的佛廟寺院，早晚梵音靜聽，身心超群脫俗。三疊潭成為緬懷昔日勝景的好地方。

## 交通
| 交通路線列表                                                                              |
| ----------------------------------------------------------------------------------------- |
| 港鐵 - █ 荃灣綫：荃灣站B1出口（步行到兆和街，轉乘來往荃灣的兆和街至三疊潭的專線小巴81號） |

## 鄰近的觀光熱點
- 東普陀講寺
- 圓玄學院道觀

## 外部連結
- 荃灣老圍 三疊潭（页面存档备份，存于）